# Albrecht IV. von Ötisheim
Albrecht IV. von Ötisheim (* unbekannt: † 30. Mai 1428) war Abt des Klosters Maulbronn und Magister der Prager Universität.
Albrecht stammte aus Ötisheim und war von 1402 bis 1428 als Abt tätig. Mit ihm gelangte das Kloster Maulbronn zu neuer Blüte. Durch sein Theologiestudium in Prag bildete er vermutlich seinen Kunstsinn aus, der in den Netzgewölben und der Wandmalereien im Kirchenschiff zum Ausdruck kommt. Er sorgte für eine Verbesserung der Befestigungen von Kirchen in Ortschaften, welche dem Kloster gehörten. 1407 taufte er den Markgraf Jakob I. von Baden. 1408 errichtete er einen neuen Altar, welcher 1424 erweitert und verschönert wurde. 1425 nahm er den Grafen Albert von Hohenlohe mit seiner Gemahlin Elisabeth von Hanau in die Bruderschaft seines Ordens auf. Johannes Maulberg († 4. Dezember 1414), ein Priester, der durch seine Kritik an „ausgeartete“ Klöster fliehen musste, gab er eine Zuflucht und zuletzt eine Grabstätte mit einem ehrenvollen Epitaph. Vom Papst Martin V. bekam er 1420 den Auftrag, mit dem damaligen Abt der Abtei Neuburg, die Klöster und Stifte in der Rheinpfalz zu reformieren. Eine enge Verbindung hatte der Abt als Rat König Ruprechts mit dem kurpfälzischen Hof in Heidelberg.
Sein Epitaphium ist in der Maulbronner Klosterkirche, worauf vermerkt wurde, Er möge sich bei Gott freuen, der hier diese Jubelzeit begehen konnte.